# NGC 7727
NGC 7727 este o galaxie particulară în constelația Vărsător. 

## Caracteristici
Obiectul este situat la o distanță de 23,3 mega parseci (76 de milioane de ani-lumină) de Calea Lactee și are un aspect particular,cu mai multe prune și șuvițe de formă neregulată care explică includerea lui în Atlasul Halton C. Arp . de galaxii Peculiar cu numărul 222, fiind clasificat drept „Galaxia cu brațe spiralate amorfe”. 
După toate probabilitățile,acest sistem este produsul fuziunii a două galaxii spirale anterioare, care a avut loc acum 1 miliard de ani,  cu penele și fluxurile stelare menționate anterior fiind rămășițele discurilor celor două galaxii care s-au ciocnit pentru a forma acest obiect. 
Două obiecte stelare pot fi văzute în centrul NGC 7727, cel puțin unul dintre ele fiind probabil nucleul uneia dintre cele două galaxii în spirală.  În plus, în acest sistem pot fi găsite 23 de obiecte - candidați pentru a fi grupuri globale tinere formate în coliziune. 
NGC 7727 este foarte asemănătoare cu NGC 7252,un alt produs galactic al coliziunii și al fuzionării a două foste galaxii spiralate, în aceeași constelație. Cu toate acestea, are mult mai puțin gaz ( hidrogen neutru și hidrogen molecular ) decât acesta din urmă. 
Cea mai probabilă soartă a NGC 7727 este să devină o galaxie eliptică în viitor,cu foarte puțin praf interstelar și formare de stele 

## Linkuri externe
- Materiale media legate de NGC 7727 la Wikimedia Commons